# Passage de la Cour-des-Fontaines
Le passage de la Cour-des-Fontaines est une voie du 1er arrondissement de Paris, en France.

## Situation et accès
Le passage de la Cour-des-Fontaines est situé dans le 1er arrondissement de Paris. Il débute au 1, rue de Valois et se termine sur la galerie des Proues.
Cette voie privée fait partie du Palais-Royal.

## Origine du nom
Elle tient son nom de l'ancienne « cour des Fontaines » du palais Royal, devenue place de Valois.